# سولو (أغنية جيني)
سولو (بالكورية: 독주곡) وتعني «منفردة» أو «لوحدي» هي الأغنية الأولى المنفردة للمغنية الكورية الجنوبية جيني كيم التي تم إصدارها في 12 نوفمبر 2018 من قِبل واي جي إنترتينمنت وإنترسكوب ريكوردز، قام بتأليف الأغنية بارك هونغ جون. واعتباراً من 13 سبتمبر 2019 حصل الفيديو كليب الرسمي على يوتيوب على 371 مليون مشاهدة و6.1 مليون إعجاب، بينما فيديو الرقص الخاص بالاغنية حصل على 149 مليون مشاهدة و2.3 مليون إعجاب، وأصبحت جيني أول مغنية كورية تحصل على هذا العدد من المشاهدات.

## الإصدار
تم الإعلان عن أول أغنية منفردة لجيني بواسطة واي جي إنترتينمنت في 27 أكتوبر 2018 من خلال ملصق ترويجي على مختلف حسابات الوكالة على وسائل التواصل الاجتماعي. وصرح الرئيس التنفيذي إن جميع عضوات بلاكبينك سيكون لديهم اغاني منفردة بالترتيب: روزي ثم ليسا ثم اخيراً جيسو. تم تحميل مقطع فيديو مدته 23 ثانية بعد يوم واحد على قناة بلاكبينك الرسمية على يوتيوب. يظهر المقطع جيني مستلقية على السرير وتذكر اسمها مراراً وتكراراً. وتم تحميل الفيديو التشويقي الثاني بعد أسبوع، حيث أظهر الفيديو جيني وهي في ملابس مختلفة في جلسة تصوير. وتم تحميل الفيديو التشويقي الثالث والأخير قبل إصدار الأغنية بأربعة أيام، واظهرها الفيديو في ملابس مختلفة في مواقع مختلفة،  تم إطلاق الأغنية على منصات الاستماع في 12 نوفمبر 2018. قام بتأليفها بارك هونج جون وإنتاجه بجانب المنتج "24".

## الترويجات
روجت جيني في عدة حفلات وبرامج موسيقية، وكان أول أداء للأغنية قبل إصدراها بيوم في جولة بلاكبينك العالمية في 10 و11 نوفمبر 2018، قامت بأداء "سولو" أربع مرات في نوفمبر وديسمبر في إنكيغايو وفازت ثلاث مرات بالمركز الأول. وفي نفس الشهر، في حفل إس بي إس جايو دايجون قامت جيني بأداء أغنية "سولو" و" ددو-دو ددو-دو بجانب عضوات بلاكبينك، وقامت بأداء أغنية "سولو" أيضاً في مهرجان كوتشيلا العالمي بجانب عضوات بلاكبينك.

## الجوائز
| العام | المنظم                        | الجائزة              | النتيجة | مراجع. |
| ----- | ----------------------------- | -------------------- | ------- | ------ |
| 2019  | جوائز مخطط غاون للموسيقى      | أغنية الشهر (نوفمبر) | فوز     | [ 6 ]  |
| 2019  | جائزة إمنيت للموسيقى الآسيوية | أفضل أداء رقص        | رُشِّح     | [ 7 ]  |
| 2020  | جوائز القرص الذهبي            | ديجتال بونسانغ       | فوز     | [ 8 ]  |

### جوائز البرامج الموسيقية
| البرنامج            | التاريخ        | مراجع. |
| ------------------- | -------------- | ------ |
| إنكيغايو (إس بي إس) | 25 نوفمبر 2018 | [ 9 ]  |
| إنكيغايو (إس بي إس) | 2 ديسمبر 2018  | [ 9 ]  |
| إنكيغايو (إس بي إس) | 16 ديسمبر 2018 | [ 9 ]  |

## المخططات

### المخططات الأسبوعية
| مخطط (2018-19)                            | المركز |
| ----------------------------------------- | ------ |
| ماليزيا (أر آي إم)                        | 2      |
| نيوزلندا (ريكورديد ميوزك إن زيت)          | 13     |
| سنغافورة (أر آي أي أس)                    | 2      |
| كوريا الجنوبية (غاون)                     | 1      |
| كوريا الجنوبية (بيلبورد)                  | 1      |
| المخطط الأمريكي لمبيعات الأغاني (بيلبورد) | 1      |

### مخططات نهاية العام
| مخطط (2018)           | المركز |
| --------------------- | ------ |
| كوريا الجنوبية (غاون) | 86     |
| مخطط (2019)           | المركز |
| كوريا الجنوبية (غاون) | 35     |